# PAS Stadium
Das PAS Stadium (auch bekannt als Shahid Dastgerdi Stadium) ist ein Fußballstadion mit Leichtathletikanlage im Stadtteil Ekbātān der iranischen Hauptstadt Teheran.

## Geschichte
Von 2002 bis 2007 fanden in der Sportstätte die Heimspiele des Fußballclubs PAS Teheran FC, danach für ein Jahr die des Steel Azin FC statt. Seit dem Saisonbeginn 2015/16 ist es die Heimspielstätte von Saipa Teheran. Auch die iranische U-20-Nationalmannschaft nutzt die Anlage.
2005 fand in dem Stadion das Spiel um den iranische Fußball-Supercup statt. 2012 war es neben dem Rah Ahan Stadium Austragungsstätte der U-16-Fußball-Asienmeisterschaft. Die irakische Fußballnationalmannschaft trug aus Sicherheitsgründen ihre Heimspiele in der Qualifikation zur Fußball-Weltmeisterschaft 2018 in dieser Sportarena aus.